# Kelantan F.C.
Kelantan Football Club (malajski: Kelab Bola Sepak Kelantan) malezijski je nogometni klub sa sjedištem u gradu Kota Bharu. Osnovan 1946., klub ima dugogodišnje rivalstvo s Terengganuom. Njihov dom je stadion Sultana Muhammada IV. s 22.000 sjedećih mjesta. Uobičajene boje Kelantanove opreme su crveni dres i kratke hlače s bijelim uzorkom sa strane.
Klub je svoj prvi veći uspjeh ostvario u sezoni 2012., kada je osvojio trostruku krunu: titule malezijske Superlige, malezijskog FA kupa i malezijskog kupa. Klub je osvojio 2 naslova malezijske Superlige, 1 naslov malezijske Premier lige, 2 malezijska FA kupa, 2 malezijska kupa i 1 Charity Shield. Godine 2012. Kelantan je debitirao u AFC kupu. U grupnoj fazi je osvojio prvo mjesto. Klub je izgubio u četvrtfinalu od iračkog Erbila ukupnim rezultatom 6:2.